# Тонакакіуатль

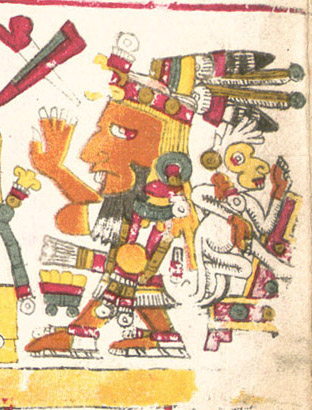

Тонакакіуатль (Tonacacíhuatl) — богиня-творець, формально очолювала разом із своїм чоловіком Тонакатекутлі пантеон ацтекських богів. Її ім'я перекладається «Володарка нашого буття».

## Опис
Зображували одягненою в багаті різнокольорові одежі, що символізують світло.

## Міфи
Була дружиною бога Тонакатекутлі, з яким мешкала на 13 небі. Водночас асоціювалася з землею, в той час як її чоловік — з небом. Разом із своїм чоловіком ототожнювалася із єдиною божественною субстанцією Ометеотлєм, або Тонакакіуатль і Тонакатекутлі вважали лише сексуальною сутністю Ометеотля.
За міфами ацтеків народила 4 синів-Тецкатлипок: чорного (власне Тецкатліпока) — відповідав за північ, червоного (Шіпе-Тотек) — відповідав за схід, білого (Кетцалькоатля) — за захід та синього (Уїцилопочтлі) — за південь.
В одному з міфів йдеться, що ця богиня народила величезного обсидіанового ножа, якого її сини злякалися й скинули на землю. Він розбився на дрібні шматочки, з яких пішли земні божества.